# Piotr Andrukiewicz
Piotr Andrukiewicz, CSsR (ur. 20 kwietnia 1964 w Elblągu) – polski redemptorysta, misjonarz ludowy, rekolekcjonista, były pracownik Radia Maryja i Telewizji Trwam, były opiekun Młodzieżowych Kół Przyjaciół Radia Maryja, autor piosenek.

## Wykształcenie
Ukończył Szkołę Podstawową nr 16 oraz II Liceum Ogólnokształcące im. Kazimierza Jagiellończyka w Elblągu (matura 1982) i Wyższe Seminarium Duchowne Redemptorystów w  Tuchowie. W czerwcu 2010 uzyskał na Katolickim Uniwersytecie Lubelskim stopień naukowy doktora nauk humanistycznych w zakresie socjologii. Promotorem pracy doktorskiej Jasnogórskie pielgrzymki Rodziny Radia Maryja jako zgromadzenia agoralne był ks. prof. dr hab. Janusz Mariański.

## Posługa po otrzymaniu święceń kapłańskich
Po święceniach pracował w Krakowie, Tuchowie i Szczecinku, następnie przez 18 lat w Toruniu w Radiu Maryja i Telewizji Trwam.
W mediach założonych przez o. Tadeusza Rydzyka pracował od marca 1993 do lipca 2011. Był opiekunem Młodzieżowych Kół Przyjaciół Radia Maryja. Odpowiadał też za dział transmisji krajowych i zagranicznych, zwłaszcza z Watykanu. Na antenie toruńskiej rozgłośni często prowadził „Rozmowy niedokończone” (był m.in. gospodarzem wydania „Rozmów niedokończonych” znanego z tzw. trzech słów) oraz audycje dla młodzieży. Był autorem wielu katechez w Radiu Maryja. W latach 2012 do 2015 posługiwał w Krakowie, jako rekolekcjonista. W 2013 zdiagnozowano u niego w czaszce guza kąta mostkowo-móżdżkowego. Operacja została przeprowadzona w klinice w Lublinie i zakończyła się powodzeniem. Następnie zamieszkał w Rzymie, gdzie w latach 2015–2020 prowadził duszpasterstwo polonijne przy kościele św. Alfonsa Liguori, w którym znajduje się oryginał ikony Matki Bożej Nieustającej Pomocy. W 2020 został członkiem lubelskiej wspólnoty redemptorystów.  Następnie w latach 2022–2023 należał do wspólnoty redemptorystów w Bardzie Śląskim. W czerwcu 2023 został przełożonym wspólnoty zakonnej i kierownikiem domu wypoczynkowo-rekolekcyjnego w Łomnicy-Zdroju.
Jest kompozytorem utworów muzycznych, wykorzystywanych jako hymny pielgrzymek młodych słuchaczy Radia Maryja, które co roku odbywają się na Jasnej Górze. Czasem można usłyszeć je na antenie Radia Maryja i Telewizji Trwam. Najbardziej znane to: „Na spotkanie nowych ludzi”, „Wypłyń na głębię”, „Rodzino Radia Maryja”, „Ja i Ty, Ty i ja – pokolenie JP II”, „Maryjo, Gwiazdo Ewangelizacji”, „Na Jego Obraz”. Od 2023 w Radiu Maryja i Telewizji Trwam, sporadycznie podczas zagranicznych podróży apostolskich papieża komentuje i relacjonuje niektóre wydarzenia.
W 2013 ukazał się w formie książki przeprowadzony z nim przez Michała Krajskiego wywiad rzeka pt. Bo do radości zostaliśmy stworzeni.